# Classe A-150
La classe A-150 ou classe Super Yamato était une future classe de cuirassés de la Marine Impériale Japonaise. Commencé en 1938-1939, le design est presque terminé en 1941. Mais après la défaite de Midway, les Japonais comprennent que la guerre sera longue et les priorités changent. Les cuirassés sont délaissés au profit des destroyers, des croiseurs et des porte-avions.

## Contexte et caractéristiques
La marine japonaise avait déjà planifié la construction de 4 Yamato. Deux seulement furent achevés en cuirassés (Yamato et Musashi) un troisième en porte-avions (Shinano) tandis qu'un quatrième (coque 111) est mis sur cale à l'arsenal naval de Kure le 7 novembre 1940 mais suspendu dès le mois de décembre 1941. Lors de son abandon en 1942, il est achevé à 30%. La construction est annulée en septembre 1943 et il est démoli fin 1943.
Lors du déclenchement de la guerre en Europe, en septembre 1939, le Japon a déjà lancé son plan naval no 4 avec les troisième et quatrième Yamato, le porte-avions Taiho, six porte-avions d'escorte, six croiseurs, 22 destroyers et 25 sous-marins. 
Le plan suivant, le plan naval no 5 prévoit trois cuirassés, trois porte-avions, deux super-croiseurs, 32 destroyers et 45 sous-marins mais il est révisé après la connaissance du Two-Ocean Navy Act le 19 juillet 1940. C'est ainsi que les plans numéros 5 et 6 prévoient sept super-cuirassés armés de canons de 50 cm en plus des quatre Yamato, le plan numéro 6 n'a pas le temps de dépasser le stade des études. En 1942, les Japonais décident de construire deux cuirassés répondant au projet A-150. À l'origine, ils pensent construire un navire de 90 000 tonnes armés de huit ou neuf canons de 510 mm en tourelles doubles ou triples, ce qui en ferait les cuirassés les plus puissants de l'Histoire. 
Revenant à une vision plus réaliste, ils décident à partir de la coque de la classe Yamato de les élargir pour leur permettre de recevoir 6 canons de 510 mm en trois tourelles doubles.
Peu d'informations circulent sur ces navires qui auraient dû déplacer 70 000 tonnes standard et 82 650 tonnes à pleine charge, filant à 30 nœuds, avec une autonomie de 12000 milles nautiques à 16 nœuds et un armement composé de 6 canons de 510 mm en trois tourelles doubles et des canons de 100 mm de 65 calibres.
Un blindage latéral de 46 centimètres aurait été planifié et des modèles des soutes et des tourelles ont été construits. Des essais balistiques ont été effectués avec les canons de 510 mm (20 pouces) et un obus de rupture de 1,8 tonne, mais aucun exemplaire de cet obus n’est retrouvé après la guerre. Ce canon modèle 1938 (type 98) de calibre 45 tirait des obus de 1 858 kg (explosif) ou 2 000 kg (perforant) à raison de 1 à 1,5 coup par minute. La portée est inconnue.
Le canon de 100 mm modèle 1938 (type 98) de 65 calibre tirait des obus de 28 kg à une distance maximale de 19 500 mètres en tir surface (élévation = +45°) et de 13 000 mètres en tir antiaérien (élévation = +90°) à raison de 15 à 21 coups par minute. L'affût double Modèle A d'un poids total de 34 500 kg pouvait pointer en site de -10° à +90° (à raison de 16° par seconde) et en azimut sur 70 ou 150° en fonction des navires installés à raison de 11 à 16° par seconde. Chaque tourelle recevait 200 ou 400 coups.
Les coques 798 et 799 devaient être les premiers Super Yamato. Celles-ci ont été planifiées en 1941 pour une construction devant débuter en 1942. Le projet est finalement abandonné pendant la guerre, notamment en raison du coût exorbitant que représente la construction de ces super-cuirassés.